# USS Archerfish (SS-311)
«Арчерфіш» (англ. USS Archerfish (SS-311)) — підводний човен військово-морських сил США типу «Балао», відомий потопленням найбільшого японського авіаносця під час Другої світової війни.
Човен спорудили на належній військово-морським силам США верфі Portsmouth Naval Shipyard у Кіттері, штат Мен. Після проходження випробувань біля узбережжя Нової Англії, «Арчерфіш» вирушив на Гаваї та 29 листопада прибув до Перл-Гарбора, де увійшов до складу Тихоокеанського флоту.

## Походи
Усього човен здійснив сім бойових походів.

### 1-й похід
Тривав з 23 грудня 1943-го по 16 лютого 1944-го. Район бойового патрулювання човна лежав північніше від острова Формоза (Тайвань), де «Арчерфіш» тричі безрезультатно атакував ворожі судна. У підсумку човен прибув на атол Мідвей.

### 2-й похід
Тривав з 16 березня до 27 квітня 1944-го, при цьому «Арчерфіш» переважно діяв в районі островів Палау (західні Каролінські острови). Човен не мав зустрічей з супротивником та в підсумку прибув до Перл-Гарбора.

### 3-й похід
Тривав з 28 травня по 15 липня 1944-го та завершився на атолі Мідвей. Човен діяв в районі островів Бонін і в кінці червня за сотню кілометрів на захід від Іводзіми потопив корабель берегової оборони (фрегат) № 24. Крім того, він мав забезпечувати порятунок пілотів під час атаки 4 липня на Іодзіму та зміг підібрати одного льотчика.

### 4-й похід
Тривав з 7 серпня по 29 вересня 1944-го та завершився у Перл-Гарборі. «Арчерфіш» діяв в районі острову Хонсю і не зміг здобути якихось перемог.

### 5-й похід
Тривав з 30 жовтня 15 грудня 1944-го та завершився прибуттям на острів Гуам (Маріанські острови). 9 листопада «Арчерфіш» зайшов для короткотермінового ремонту на острів Сайпан, після чого вирушив у напрямку Японських островів із завданням забезпечувати порятунок пілотів під час перших нальотів В-29 на Токіо. 28 листопада човен отримав повідомлення, що авіація цього дня більше не діятиме і вирушив ближче до Токійської затоки в пошуках цілей. Тут він зустрівся із авіаносцем «Сінано», який йшов під прикриттям трьох есмінців та одного мисливця за підводними човнами. Почалось шестигодинне переслідування, котре велось у надводному положенні. В якийсь момент японці помітили ворожий корабель і один з есмінців почав рухатись в бік «Арчерфіш», проте був відкликаний командиром «Сінано». У підсумку авіаносець, котрий йшов протичовновим зигзагом, на одному з галсів розвернувся у бік «Арчерфіш» та надав можливість для атаки. Американський корабель занурився і випустив по цілі шість торпед, чотири з яких потрапили у ціль. Хоча «Сінано» був створений на основі корпусу надпотужного лінійного корабля типу «Ямато», проте він ще знаходився на етапі добудови і мав проблеми з обладнанням, герметичністю переборок та злагодженістю екіпажу. Все це вплинуло на боротьбу за живучість і чотирьох торпед виявилось достатнім для загибелі корабля. Після атаки Archerfish пішов на максимальну глибину та вдало уникнув контратаки есмінців, котрі скинули кілька глибинних бомб. Знищений у цьому бою «Сінано» був найбільшим (за водотоннажністю) авіаносцем в історії ВМС Японії (а також найбільшим в світі до 1960 року). Також «Сінано» є найбільшим кораблем, коли-небудь потопленим підводним човном.

### 6-й похід
Почався 10 січня 1945 року. На цей раз Archerfish мав діяти у складі «вовчої зграї» «Joe's Jugheads» в Південно-Китайському морі між Гонконгом та південним завершенням острова Формоза (цей район був неофіційно відомий як «Конвой Коллідж»). Хоча «Арчерфіш» претендував на потоплення японського підводного човна, проте у підсумку це не знайшло підтвердження. 3 березня Archerfish прибув на острів Сайпан (Маріанські острови), звідки через Перл-Гарбор вирушив для ремонту на верфі Hunters Point Navy Yard у Сан-Франциско, куди дійшов 13 березня.

### 7-й похід
22 червня човен прибув після ремонту до Перл-Гарбора, звідки 10 липня вийшов у черговий похід в район на схід від острова Хонсю та південний схід від Хоккайдо (у групі з ним діяли інші підводні човни «Атуле» і «Гато»). Тут «Арчерфіш», зокрема, мав виконувати завдання з порятунку пілотів літаків В-29, які могли бути збиті під час нальотів на Японію. 14 серпня японці капітулювали, проте «Арчерфіш» ще трохи затримався в районі патрулювання і 31 серпня увійшов в Токійську затоку, де за два дні по тому був підписаний акт капітуляції.

## Післявоєнна доля
У 1946-му «Арчерфіш» вивели в резерв, проте в 1952-му, під час Корейської війни, повернули до бойового складу флоту. Восени 1955-го човен знову вивели в резерв.
Учергове «Арчерфіш» активували в 1957-му, при цьому до 1964-го він виконував різноманітні дослідницькі завдання.
В 1968-му «Арчерфіш» визнали непридатним для подальшого використання. 19 жовтня 1968 він був використаний як мішень та потоплений біля Сан-Дієго (Каліфорнія) торпедою підводного човна «Снук».

## Бойовий рахунок
| Дата       | Назва                           | Тип        | Тоннаж | Місце            |
| 28.06.1944 | Корабель берегової оборони № 24 | фрегат     | 800    | 24°44'N 140°20'E |
| 29.11.1944 | Сінано                          | авіаносець | 59000  | 32°00'N 137°00'E |